# Hedin Parts and Logistics
Hedin Parts and Logistics AB, tidigare Saab Automobile Parts AB och Orio AB, är ett svenskt bildelsföretag. Riksgäldskontoret övertog ägandet av företaget i juni 2012. Det var ett statligt bolag mellan december 2012 och sommaren 2022. I juni 2022 meddelade Sveriges regering att Orio skulle säljas till Hedin Mobility Group för mer än en halv miljard svenska kronor.
Hedin Parts huvudkontor ligger i Nyköping, där även bolaget har sitt logistik- och distributionscenter.